# 刃齒虎族
刃齿虎族（学名：Smilodontini），是劍齒虎亞科下已滅絕的一族。刃齿虎族除了包含了最著名的刃齿虎外，亦有4個不同的屬：巨頦虎屬、副劍齒虎屬、原巨頦虎屬及祖刃齒虎屬。刃齿虎族的副劍齒虎屬最先於1,030萬年前出現，並於約1萬年前以刃齿虎終結。不同的刃齿虎族物種分佈在非洲、歐亞大陸、北美洲及南美洲。牠們的上犬齒都很長及窄，而身體則很粗壯。

## 下属分类
本族包括以下属：
- †巨頦虎屬 Megantereon Croizet & Jobert, 1828
- †副劍齒虎屬 Paramachairodus Pilgrim, 1913
- †原巨頦虎屬 Promegantereon
- †祖刃齒虎屬 Rhizosmilodon Wallace & Hulbert, 2013，祖刃虎属[3]
  - 菲氏祖刃虎 Rhizosmilodon fiteae Wallace & Hulbert, 2013[4]
- † 刃齿虎屬 Smilodon Lund, 1842[5]